# Île Eagle
L'île Eagle est une île du lac Brome au Québec. 
Elle est entièrement boisée.